# Jascha Heifetz

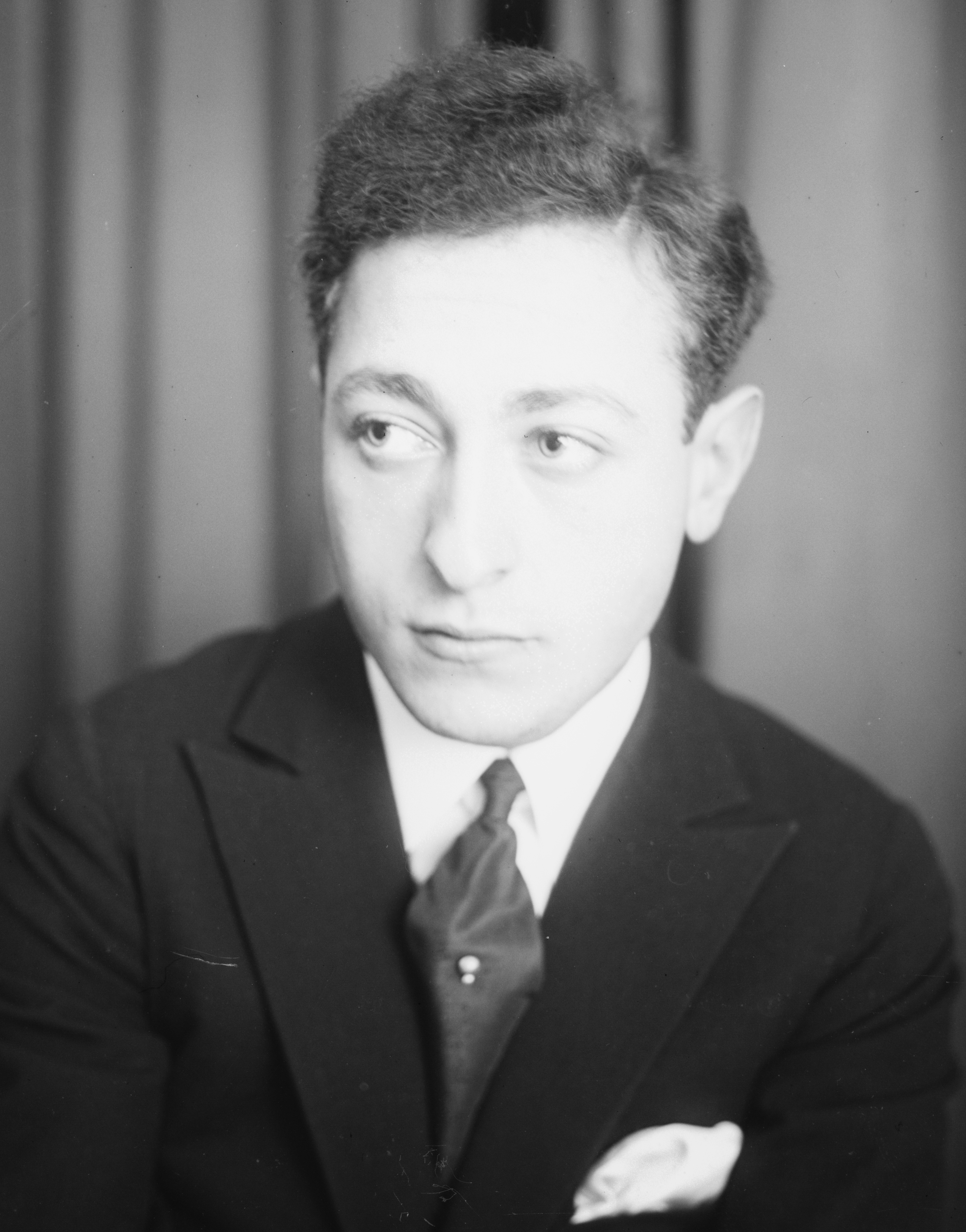
Jascha Heifetz

Jossif (Jascha) Robertowitsch Heifetz (Vilnius (Keizerrijk Rusland), 2 februari 1901 - Los Angeles, 10 december 1987) was een Amerikaans-Russische violist van Joods-Litouwse komaf.  Hij wordt vaak als een van de grootste violisten aller tijden beschouwd.

## Jeugd
Op zijn derde begon hij met vioolspelen. Eerst kreeg hij les van zijn vader, de vioolleraar Rubin Heifetz. Daarna kreeg hij vanaf zijn vijfde jaar les van de violist Ilya D. Malkin, zelf een leerling van Leopold Auer. Heifetz maakte zijn debuut in Kovno toen hij zeven jaar was met het vioolconcert van Felix Mendelssohn Bartholdy. In 1910 ging hij in de leer aan het Conservatorium van Sint-Petersburg bij Leopold Auer, die eigenlijk geen leerlingen meer wilde aannemen, maar voor Heifetz een uitzondering maakte. Op 12-jarige leeftijd speelde hij met het Berlijns Filharmonisch Orkest. Hij kreeg al heel jong op concertreizen door de gehele wereld naam als een van de grootste hedendaagse violisten.

## Naar Amerika
Na het uitbreken van de Russische Revolutie in 1917 vluchtte Heifetz met zijn hele familie naar de Verenigde Staten via Siberië. Zijn Amerikaanse debuut maakte hij in 1917 in de Carnegie Hall in New York en hij werd in 1925 Amerikaans staatsburger. Tijdens de Tweede Wereldoorlog speelde hij op de piano jazzachtige stukken voor soldaten, want hij was ook een goed pianist.

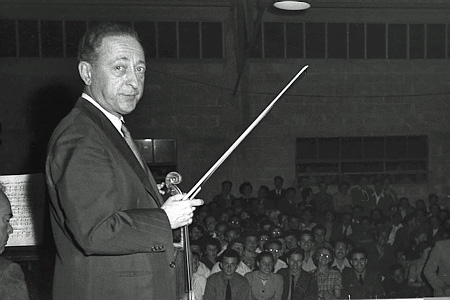
Heifetz in 1953

Heifetz speelde vrijwel het hele repertoire voor viool, kamermuziek en concerten. Hij was een belangrijk wegbereider van het hedendaagse vioolrepertoire en stimuleerde diverse componisten tot het schrijven van vioolconcerten (o.m. William Walton en Louis Gruenberg). Hij maakte verschillende transcripties voor viool van werken van Bach, Vivaldi en Poulenc. Hij was ook zeer geïnteresseerd in opnametechniek en heeft veel werken verschillende keren op plaat gezet. Ook heeft hij in verscheidene films gespeeld.  Heifetz speelde op een Guarneri del Gesù uit 1740, gebouwd in Cremona.
Als kamermuziekspeler heeft hij eveneens opgetreden, onder andere in een triocombinatie met pianist Arthur Rubinstein en cellist Gregor Piatigorsky.
Later in zijn leven ging Heifetz ook zelf lesgeven. Tot zijn leerlingen behoren Erick Friedman, Yuval Yaron, Elizabeth Matesky, Claire Hodgkins, Yukiko Kamei, Varujan Kojan, Sherry Kloss, Eugene Fodor, Ayke Agus en de Nederlanders Rudolf Koelman en Christiaan Bor.

## Levenseinde
Door problemen aan zijn rechterschouder, die door een operatie niet helemaal verholpen werden, gaf hij vanaf 1972 geen concerten meer, maar hij bleef thuis nog wel spelen. Eind 1987 overleed hij op 86-jarige leeftijd aan de gevolgen van een val in huis. Jascha Heifetz is twee keer getrouwd geweest: in 1928 met Florence Vidor, de vrouw van King Vidor, en in 1947 met Frances Spiegelberg.

## Betekenis
Heifetz heeft door zijn sublieme technische beheersing van het instrument een enorme invloed gehad op het vioolspel. Voor zijn tijd was het geaccepteerd dat violisten ook tijdens concerten fouten maakten, dat noemde men soms zelfs interpreteren, maar met zijn spel zette hij een nieuwe standaard. De meningen over Heifetz waren en zijn verdeeld. Terwijl niemand twijfelde aan zijn fenomenale technische kunnen, was er ook kritiek. Zijn vertolking was volgens sommigen te koel en technisch. Dat moet gedeeltelijk worden toegeschreven aan het feit dat hij met onbewogen gezicht speelde, wat hem op de bijnaam Stoneface kwam te staan.
- Bibsys: 36139
- Biblioteca Nacional de España: XX1094005
- Bibliothèque nationale de France: cb13895093v (data)
- Catàleg d'autoritats de noms i títols de Catalunya: 981058519949806706
- CiNii: DA07265160
- Gemeinsame Normdatei: 116650761
- International Standard Name Identifier: 0000 0001 0880 2188
- Library of Congress Control Number: n82025113
- Nationale Bibliotheek van Letland: 000037786
- MusicBrainz: eb7fb527-e324-441c-a0e9-63b5f899d990
- Bibliotheek van het Japanse parlement: 00620806
- Nationale Bibliotheek van Tsjechië: jn19990003316
- Nationale bibliotheek van Australië: 35398062
- Nationale Bibliotheek van Israël: 987007262544605171
- Nationale Bibliotheek van Polen: a0000001277029
- Nationale en Universitaire bibliotheek Zagreb: 000471519
- Nederlandse Thesaurus van Auteursnamen: 072292768
- Réseau des bibliothèques de Suisse occidentale: 02-A003358519
- Istituto Centrale per il Catalogo Unico: DDSV008811
- LIBRIS: 306503
- SNAC: w60r9wpj
- Système universitaire de documentation: 073993972
- Trove: 938714
- Virtual International Authority File: 24787342
- WorldCat: E39PBJmxYKXT8VPgxHpHTVJFKd